# Bardou
Bardou település Franciaországban, Dordogne megyében. Lakosainak száma 43 fő (2022. január 1.). Bardou Monsac, Boisse, Montaut, Naussannes és Saint-Léon-d’Issigeac községekkel határos.

## Népesség
A település népességének változása:
| Lakosok száma | 54   | 43   | 36   | 44   | 41   | 43   | 45   | 48   | 46   | 43   |
|               | 1968 | 1982 | 1990 | 2006 | 2013 | 2015 | 2017 | 2019 | 2020 | 2022 |